# العلاقات الأنغولية النيكاراغوية
العلاقات الأنغولية النيكاراغوية هي العلاقات الثنائية التي تجمع بين أنغولا ونيكاراغوا.

## مقارنة بين البلدين
هذه مقارنة عامة ومرجعية للدولتين:
| وجه المقارنة                                              | أنغولا           | نيكاراغوا        |
| --------------------------------------------------------- | ---------------- | ---------------- |
| المساحة (كم2)                                             | 1.25 مليون       | 130.38 ألف       |
| عدد السكان (نسمة)                                         | 29.78 مليون      | 6.22 مليون       |
| الكثافة السكانية (ن./كم²)                                 | 23.82            | 47.71            |
| العاصمة                                                   | لواندا           | ماناغوا          |
| اللغة الرسمية                                             | اللغة البرتغالية | اللغة الإسبانية  |
| العملة                                                    | كوانزا أنغولي    | كوردبا نيكاراغوا |
| الناتج المحلي الإجمالي (بليون دولار)                      | 124.21 مليار     | 13.81 مليار      |
| الناتج المحلي الإجمالي (تعادل القوة الشرائية) بليون دولار | 184.83 مليار     | 31.63 مليار      |
| الناتج المحلي الإجمالي الاسمي للفرد دولار أمريكي          | 4.10 ألف         | 2.09 ألف         |
| الناتج المحلي الإجمالي للفرد دولار أمريكي                 |                  | 4.92 ألف         |
| مؤشر التنمية البشرية                                      | 0.533            | 0.631            |
| رمز المكالمات الدولي                                      | +244             | +505             |
| رمز الإنترنت                                              | .ao              | .ni              |
| المنطقة الزمنية                                           | ت ع م+01:00      | 00               |

## منظمات دولية مشتركة
يشترك البلدان في عضوية مجموعة من المنظمات الدولية، منها:
| علم المنظمة | اسم المنظمة                        | تاريخ انضمام أنغولا | تاريخ انضمام نيكاراغوا |
| ----------- | ---------------------------------- | ------------------- | ---------------------- |
|             | منظمة الشرطة الجنائية الدولية      | ?                   | ?                      |
|             | منظمة التجارة العالمية             | ?                   | ?                      |
|             | منظمة حظر الأسلحة الكيميائية       | ?                   | ?                      |
|             | مؤسسة التمويل الدولية              | 19 سبتمبر 1989      | 20 يوليو 1956          |
|             | يونسكو                             | 11 مارس 1977        | 22 فبراير 1952         |
|             | البنك الدولي للإنشاء والتعمير      | 19 سبتمبر 1989      | 14 مارس 1946           |
|             | مؤسسة التنمية الدولية              | 19 سبتمبر 1989      | 30 ديسمبر 1960         |
|             | الأمم المتحدة                      | 1 ديسمبر 1976       | 24 أكتوبر 1945         |
|             | وكالة ضمان الاستثمار متعدد الأطراف | 19 سبتمبر 1989      | 12 يونيو 1992          |
|             | الاتحاد الدولي للاتصالات           | 13 أكتوبر 1976      | 12 مايو 1926           |
|             | الاتحاد البريدي العالمي            | ?                   | ?                      |

## وصلات خارجية
- موقع وزارة الخارجية الأنغولية
- موقع وزارة الخارجية النيكاراغوية